# 小行星2385
小行星2385（2385 Mustel）是一颗围绕太阳公转的小行星。1969年11月11日，柳德米拉·切爾尼赫在克里米亚发现了此天体。
該小行星以俄羅斯天文學家艾瓦德·魯道夫維奇·穆斯特爾（Evald Rudolfovich Mustel）命名。
这颗小行星的绝对星等为190.32450等。